# Бізон американський
Бізо́н америка́нський (Bos bison або Bison bison) — вид роду бізон (Bison) з родини бикових (Bovidae).

## Морфологія
Довжина тулуба й голови 210—380 см, висота в плечах 150—200 см, вага 300—1000 кг, хвіст 30–95 см.

## Історія знищення і відновлення
Мільйони американських бізонів населяли гірські й степові райони Північної Америки та були основою існування кількох мисливських індіанських племен. Чисельність окремих стад досягала 20 тис. голів.
У 2-й половині XIX ст. американських бізонів майже повністю винищили за допомогою вогнепальної зброї.
Наприкінці XIX ст. 800 американських бізонів, які залишились, взяли під охорону. Нині налічується близько 350 тисяч американських бізонів, які зосереджені переважно в Єллоустонському національному парку у США, а також у Національних парках «Елк-Айленд» та Вуд-Баффало в Канаді.
Під час створення Єллоустонського національного парку популяція бізонів становила менш ніж 50 особин. Зрештою армії США було доручено контролювати управління Єллоустоуном протягом 30 років між 1886 і 1916 роками.
Зусилля з відновлення популяції бізонів особливо активізувались в середині 20-го століття, станом на березень 2019 року кількість диких бізонів зросла приблизно до 31 000. Впродовж багатьох років популяція зустрічалася переважно в національних парках і заповідниках. Завдяки численним реінтродукціям тепер цей вид представлений в дикій природі в кількох регіонах Сполучених Штатів, Канади та Мексики. Американський бізон також був завезений до Якутії.

## Розведення та міжвидові гібриди

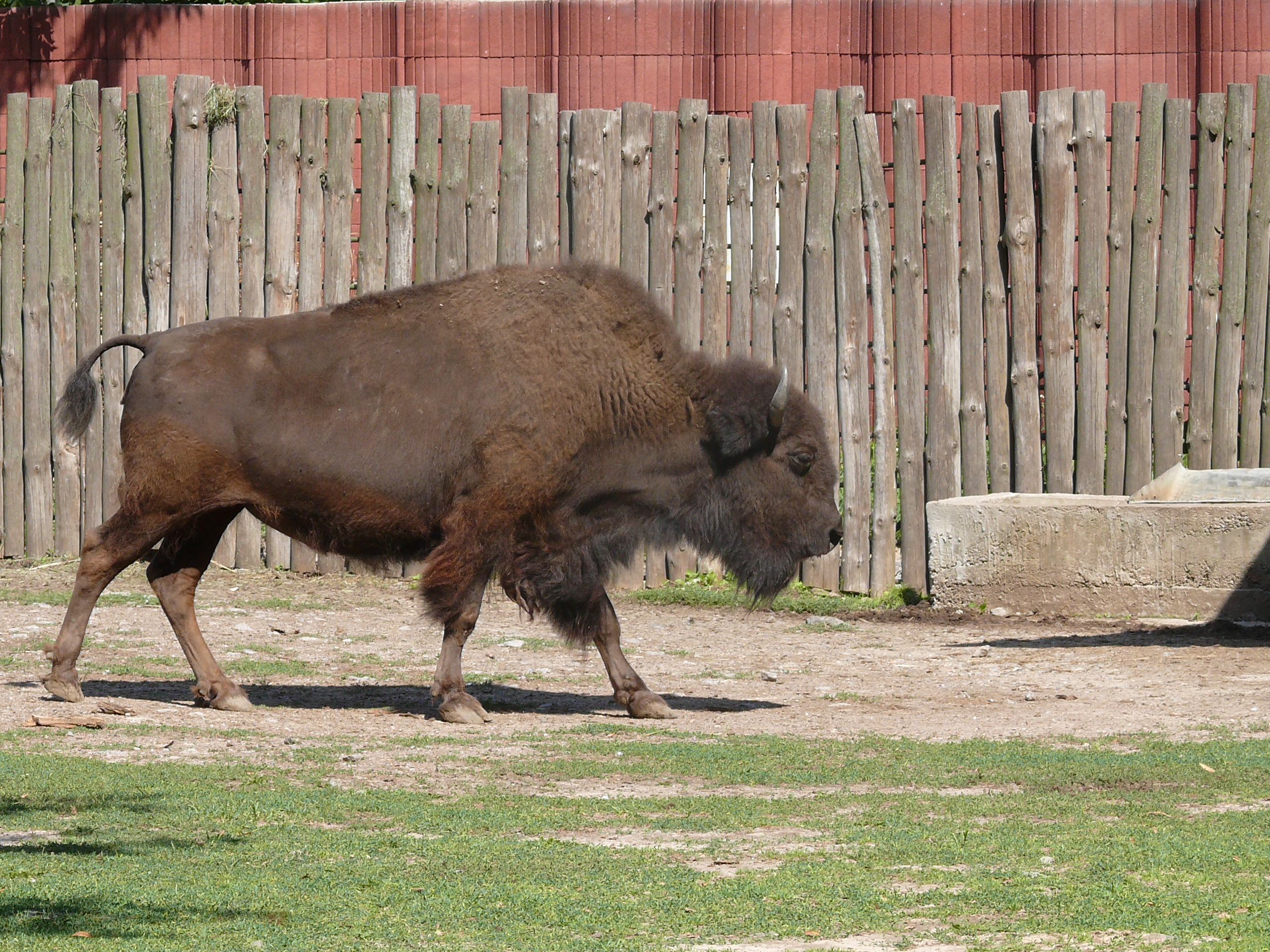
Бізон американський у Київському зоопарку
2009

Американські бізони та їхні гібриди з зубром — зубробізони — акліматизовані в Асканії-Нова і в Кавказькому заповіднику. Помісі — бізонобики, одержані в Асканії-Нова від схрещування американського бізона з биком свійським, і зубробізони — дуже сильні тварини.
У зоопарках американський бізон може жити понад 30 років.
- див. також: гібриди ссавців

## Символ
Американський бізон часто зображується на прапорах, логотипах, печатках в Північній Америці. 2016 року американський бізон став національним символом-ссавцем США.